# Axonopus centralis
Axonopus centralis är en gräsart som beskrevs av Mary Agnes Chase. Axonopus centralis ingår i släktet Axonopus och familjen gräs. Inga underarter finns listade i Catalogue of Life.